# Маневич, Борис Исаакович
Бори́с Исаа́кович Мане́вич (1 мая 1910, Ставрополь-Кавказский — 8 января 1992, Ростов-на-Дону) — советский оператор и режиссёр, фронтовой кинооператор во время Великой Отечественной войны. Заслуженный деятель искусств РСФСР (1988).

## Биография
Родился 18 апреля (1 мая) 1910 года в Ставрополе в семье служащих Ицко-Рахмиля Давидовича Маневича и Деборы Маневич. В годы Первой мировой войны с семьёй переехал в Таганрог, затем в Ростов-на-Дону. В 1920—1928 годах обучался в Ростовской средней школе имени А. В. Луначарского. В 1929 году обучался на киномеханика на рабфаке. С 1930 года работал помощником оператора, с 1933 года — оператор на Ростовской кинофабрике «Союзкино» (в дальнейшем — Ростовская студия кинохроники). С 1937 года — оператор на Алма-Атинской студии кинохроники.
На фронтах Великой Отечественной войны с марта 1942 года. Служил в киногруппах Северного флота, затем 2-го Белорусского фронта.
С 1945 года — на Алма-Атинской студии документальных фильмов, работал также на других студиях кинохроники.
В 1951 году, будучи оператором на Северо-кавказской студии кинохроники, был арестован, предположительно по доносу А. И. Литвина, режиссёра, бывшего начальника фронтовой киногруппы за то, что на одном из собраний упоминал о лучшей технической оснащённости немецких кинодокументалистов. Верховным судом Северо-Асетинской АССР 8 февраля 1952 года был приговорён к 10 годам ИТЛ. Реабилитирован в 1957 году.
В 1956—1980 работал на Ростовской студии кинохроники.
Член КПСС с 1947 года, член Союза кинематографистов СССР (Ростовское отделение) с 1958 года, секретарь ростовского отделения СК СССР.
Скончался 8 января 1992 года в Ростове-на-Дону.

### Семья
Жена — Павлина Маневич.

## Фильмография
Оператор
- 1933 — Учебный год начался
- 1934 — Школа отважных
- 1934 — Штурм Казбека
- 1935 — 10 лет Северной Осетии
- 1935 — Первый съезд Советов Северного Кавказа

Мемориал операторам ВОВ Ростовской киностудии

- 1936 — 10-я горно-стрелковая штурмует Казбек
- 1936 — Дагестан В РККА с марта 1942 года.
- 1937 — Всенародные торжества
- 1938 — Балхаш
- 1938 — Колхоз-миллионер
- 1939 — Караганда
- 1940 — 20 лет Казахстана (совм. с М. Трояновским, А. Брантманом, В. Доброницким, Н. Теплухиным)
- 1940 — Джамбул
- 1941 — Всё для фронта
- 1942 — 69-я параллель (совм. с Г. Донцом, В. Мищенко, Ф. Овсянниковым, М. Ошурковым, С. Урусевским, в титрах не указан)
- 1944 — Победа на севере
- 1945 — В логове зверя (совм. с группой операторов)
- 1945 — В Померании (совм. с группой операторов)
- 1945 — Четверть века
- 1947 — В Цейском ущелье
- 1948 — 25 лет Кабарды
- 1954 — Колхоз миллионер
- 1956 — Благородный почин
- 1959 — Механизация свинофермы
- 1960 — Ценой труда
- 1961 — Живая вода
- 1962 — Новосибирские куранты
- 1962 — Человек и степь
- 1963 — Один летний день
- 1964 — В твоём селе
- 1964 — Во имя живых
- 1964 — Земля и воВ РККА с марта 1942 года.да
- 1978 — Великая Отечественная (совм. с группой операторов)
- 1979 — На маршруте всё спокойно
- 1985 — Шолохов с нами (совм. с группой операторов)[8]

Режиссёр
- 1935 — Первый съезд Советов Северного Кавказа
- 1947 — В Цейском ущелье

## Награды
- орден Отечественной войны II степени (13 сентября 1944)[9]
- медаль «За оборону Советского Заполярья» (5 декабря 1944)
- медаль «За победу над Германией в Великой Отечественной войне 1941—1945 гг.» (9 мая 1945)[10]
- орден Отечественной войны II степени (6 апреля 1985)[11]